# Kabylen

Flagge der Berber

Die Kabylen (Eigenbezeichnung kabylisch iqbayliyen, auch izouaouen; Tifinagh-Schrift: ⵍⵇⴱⴰⵢⵍ Leqbayel, arabisch القبائل, DMG al-qabāʾil ‚die Stämme‘) sind eine in der in Nordost-Algerien gelegenen Kabylei lebende Subgruppe der Berber. Ihre Sprache ist das Kabylische. Die Ethnie zählt etwa 5,5 Millionen Angehörige, wovon knapp die Hälfte in andere Regionen Algeriens umgesiedelt oder in das Ausland, hauptsächlich nach Frankreich, ausgewandert ist.

## Religion

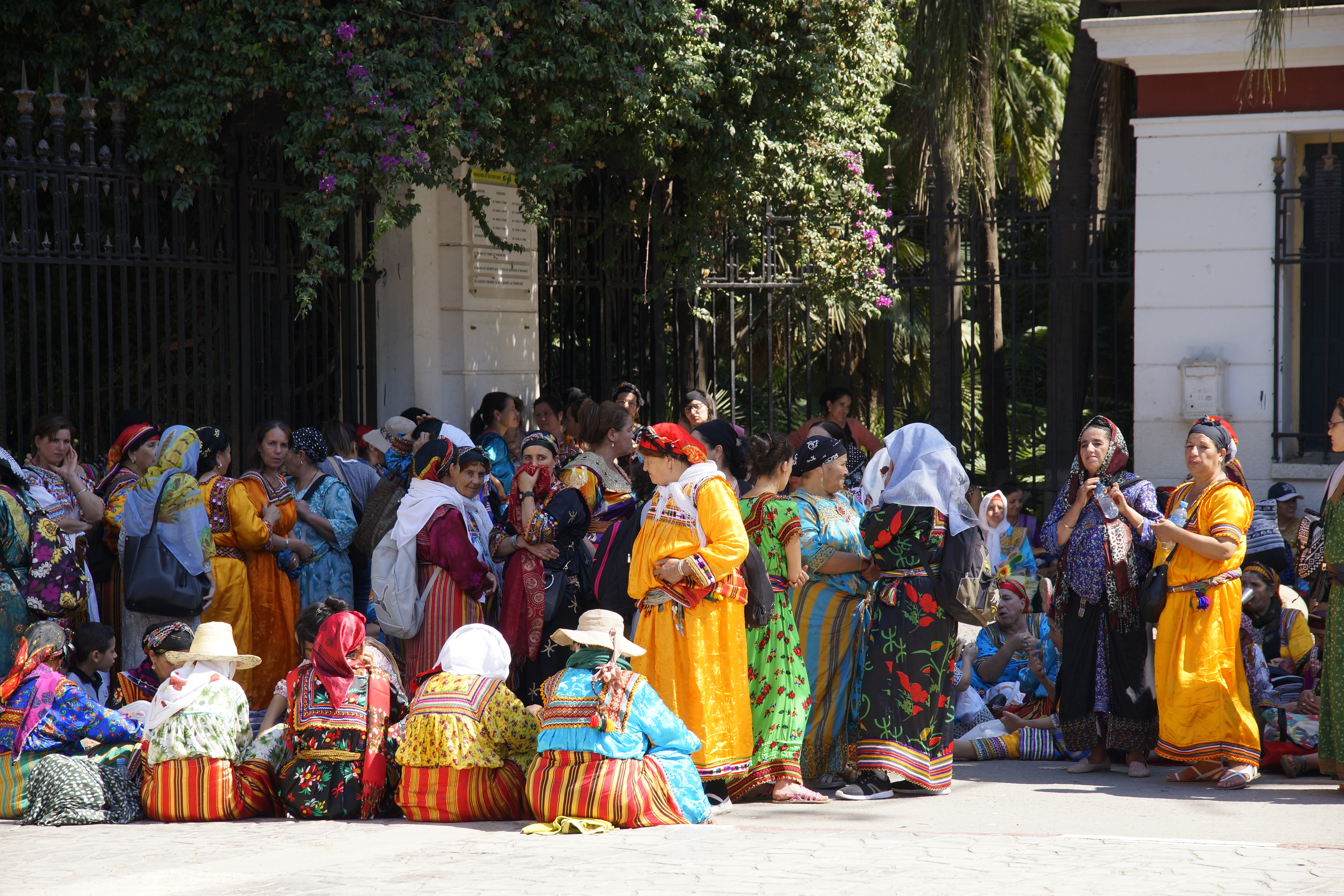
Kabylische Frauen in traditioneller Kleidung

Die Kabylen sind weit überwiegend sunnitische Muslime, deren Religion jedoch einen hohen Anteil an traditionellen berberischen Vorstellungen enthält. Vertreter der kabylischen Nationalbewegung stellen aufgrund der vorangegangenen Pan-Arabisierungspolitik, die eine Exklusion der Berber bedeutete, ihre berberische Identität der „arabisch-islamischen“ Kultur gegenüber.

## Kolonialismus und Ethnografie

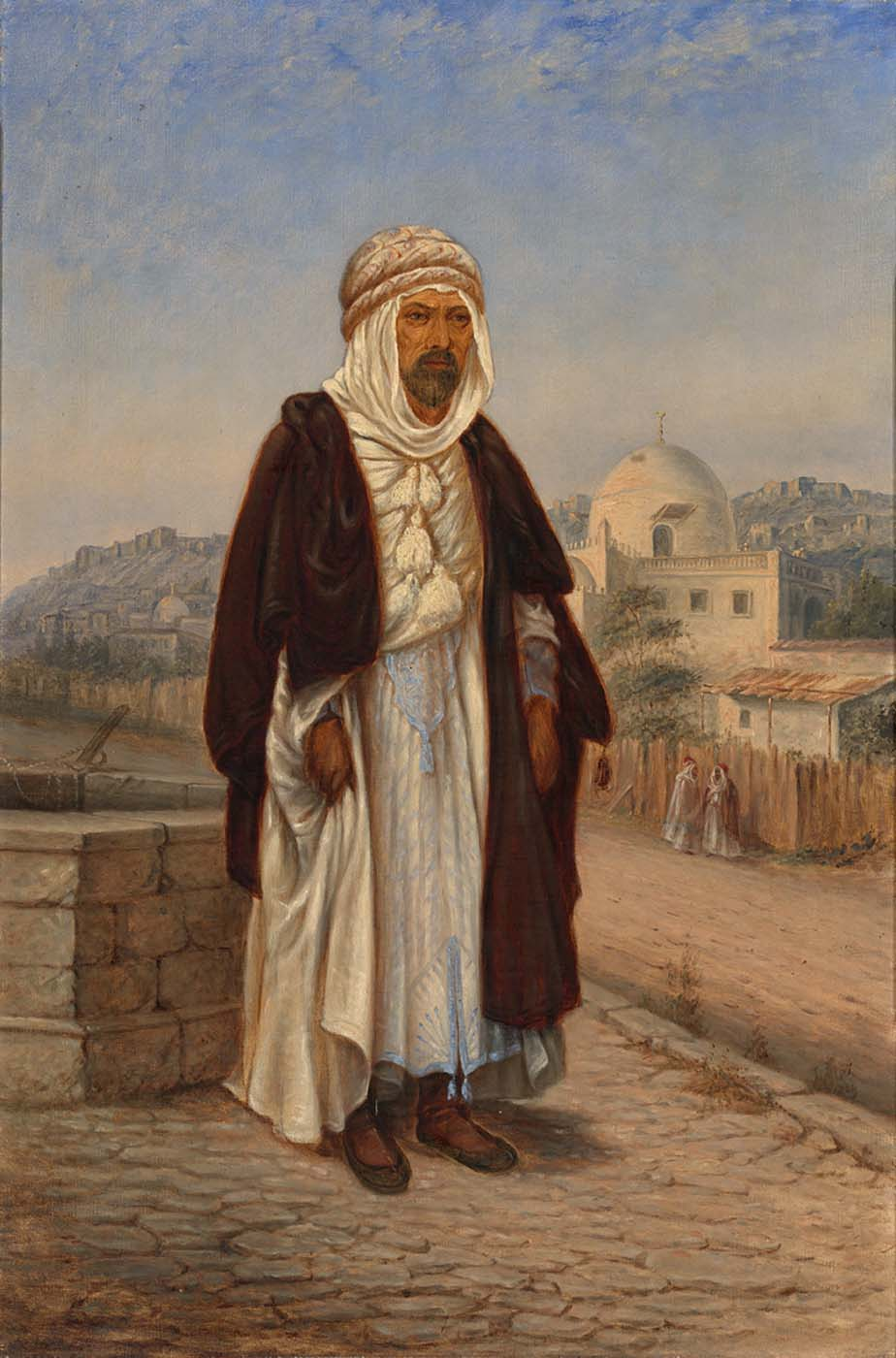
Kabylischer Mann im 19. Jahrhundert, Gemälde von Antonio Zeno Shindler

Vom französischen Kolonialismus in Algerien ab 1830 wurde die Behauptung verbreitet, die Kabylen seien „ein nordisches Volk“, im Gegensatz zu den „semitischen“ Arabern. Die Kabylen seien nämlich direkte Nachfahren der Vandalen. Damit verbunden waren im Hinblick auf die Politik des Teile und herrsche auch Theorien über angeblich minderwertige Eigenschaften der Araber gegenüber höherwertigen Eigenschaften der Kabylen. Viele französische Militär- und Zivilbeamte teilten diese Sichtweisen. Die Kabylen wurden von ihnen bei der Stellenvergabe, im Bildungswesen, bei Steuern und politischer Teilhabe gezielt den arabischen Algeriern vorgezogen. Der Unterricht in kabylischer Sprache wurde gefördert, der Arabischunterricht an kabylischen Schulen wurde hingegen verboten. Die Franzosen bestanden darauf, dass die Rechtsprechung für Kabylen und arabische Algerier getrennt stattfand, wobei auf Druck der Franzosen das islamische Recht zugunsten des traditionellen Gewohnheitsrechts der Kabylen zurückgedrängt wurde. Der zuvor häufig fließende Übergang von einer kabylisch-algerischen zu einer arabisch-algerischen Identität verschwand zugunsten nunmehr offizieller Kategorisierungen.
In den 1960er Jahren setzte sich der Soziologe Pierre Bourdieu in ethnografischen Studien zur Kabylei mit dem Geschlechterverhältnis auseinander. In dieser Gesellschaftsstruktur stellte er den Gegensatz von männlich/weiblich als das wichtigste Klassifikationsprinzip heraus. Frauen werden mit bestimmten negativen, Männer mit positiven Eigenschaften verbunden. Die Frau wird als eine „negative, einzig durch Mangel definierte Entität konstruiert“. Männlichkeit wird assoziiert mit kriegerischen Akten, mit der Abkehr vom Mütterlich-Weichlichen und mit Stärke und Schutz durch hartes Durchgreifen gegenüber Gesetzesbrechern, welche die Einheit des Clans bedrohen. Der kabylischen Frau hingegen ist das „Niedrige, Krumme, Kleine, Kleinliche, Unwichtige bestimmt“, wodurch sie dazu verurteilt ist, „jeden Augenblick der herabgeminderten Identität, die ihnen gesellschaftlich zugewiesen ist, den Anschein eines natürlichen Ursprungs zu verleihen“. Somit repräsentiert der Mann die öffentliche, offizielle, äußere Sphäre und beansprucht für sich die spektakulären und gefährlicheren Tätigkeiten. Die Frau hingegen bleibt beschränkt auf den häuslichen, privaten Bereich und verrichtet die unsichtbaren, niedrigeren Arbeiten.
Berühmte Kabylen sind Lalla Fatma N'Soumer (1830–1863), Krim Belkassem (1922–1970), Belkacem Lounes (* 1955), Ferhat Mehenni (* 1951), Souad Massi (* 1972) und Zinédine Zidane (* 1972).